# Hôtel Morel de la Carbonnière
L'hôtel Morel de la Carbonnière est un édifice situé à Bayeux, dans le département du Calvados, en France. Il est inscrit au titre des monuments historiques.

## Localisation
Le monument est situé aux no 17 de la rue de la Maîtrise, dans le secteur sauvegardé de la ville de Bayeux.

## Historique
L'hôtel est édifié au XVIIe siècle plus précisément au milieu du siècle. 
Le commanditaire est Thomas Morel, écuyer et procureur du roi de l'élection de Bayeux.
Les façades et les toitures, l'escalier intérieur et ses deux loggias, le salon avec son décor sont inscrites au titre des monuments historiques depuis le 30 juillet 1973.

## Architecture
L'immeuble est bâti en pierre.
L'édifice comprend deux ailes dont l'une sert de logis et l'autre les dépendances.  